# Oosfera
La Oosfera, o ovocellula, è una cellula femminile aploide delle piante cormofite da cui dopo la fecondazione si sviluppa l'embrione.
Rispetto al gamete maschile, è più grande e più ricca di sostanze di riserva.
Si forma all'interno dell'organo sessuale femminile (archegonio, oogonio, oangio) dove rimane in attesa di essere fecondata, con la sola eccezione delle alghe Fucali, nelle quali la fecondazione avviene in acqua.